# 四宮有信
四宮 有信（しのみや ゆうしん、1856年5月19日（安政3年4月16日） - 1903年（明治36年）12月12日）は、日本の政治家、衆議院議員（4期）。

## 経歴
下総国印旛郡新橋村(のち千葉県印旛郡富里村→富里町→富里市)出身。鹿山中学校(現・千葉県立佐倉高等学校)で学び、後に漢籍を学ぶ。農業を営み、学務委員、七栄村(現・富里市)外十二ヶ村戸長、印旛郡徴兵参事員、千葉県会議員となる。また、房総馬車会社を経営した。
1894年3月の第3回衆議院議員総選挙において千葉2区から立憲改進党公認で立候補して初当選する。以来1898年8月の第6回衆議院議員総選挙まで連続4回当選した。1902年の第7回衆議院議員総選挙は不出馬。翌1903年に死去した。